# Gigaom

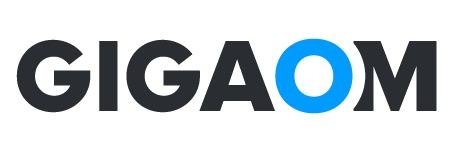
Logo de Gigaom

Gigaom est un blogue américain dédié aux nouvelles technologies, fondé en 2006 par Om Malik (en) à San Francisco (Californie). Concurrent de sites comme TechCrunch ou Mashable, le site fait faillite le 9 mars 2015, alors qu'il attirait près de 7 millions de visiteurs uniques chaque mois.